# Billströmska folkhögskolan
Billströmska folkhögskolan är en folkhögskola på Tjörn i Tjörns kommun. Platsen där skolan ligger heter Tyft, men skolan har fått namn efter sin donator, Lars Billström, som 1876 lät bygga upp skolan. Lokaliseringen långt från havet, alldeles intill Stenkyrka kyrka, är resultat av den tidens attityder att kusttrakterna inte var attraktiva.
Billström lånade ritningarna till Tora Vega folkhögskolas huvudbyggnad, som blev färdigbyggd två år tidigare, och byggde den Billströmskas huvudbyggnaden efter dessa, så dessa två byggnader var identiska.
Vid starten fanns det 20 elever från Tjörn och Orust, och vid 2023 var det cirka 160 deltagare och det finns ett internat med 95 sängplatser.
Skolan har både internat- och externatplatser och ger en allmän linje med kulturprofil i form av musik, textil och bild samt naturvetenskapligt basår och musiklinje. Tidigare fanns även en nautisk linje.

## Utbildningar
- Allmän linje
- Allmän linje med inriktning konst och uttryck (KUT)
- Allmän linje med inriktning musik (AllMu)
- Vård och omsorg
- Musiklinjen
- Naturvetenskapligt basår
- Vi bygger tillsammans
- Sommarkurser